# Werewolf by Night
Werewolf by Night ist ein US-amerikanisches Fernseh-Special von Michael Giacchino, das am 7. Oktober 2022 auf Disney+ veröffentlicht wurde. Es ist das erste Special innerhalb des Marvel Cinematic Universe (MCU). Ihm folgte einen Monat später The Guardians of the Galaxy Holiday Special.

## Handlung
Nach dem Tod von Ulysses Bloodstone werden fünf erfahrene Monsterjäger, darunter Jack Russell, von Ulysses' Witwe Verussa nach Bloodstone Manor gerufen, wo sie angewiesen werden, an einer wettbewerbsorientierten Jagd teilzunehmen, um ihren neuen Anführer zu bestimmen, der den mächtigen Blutstein bekommen wird. Ulysses' entfremdete Tochter Elsa kommt ebenfalls, um um den Blutstein zu kämpfen, obwohl Verussa sie davor gewarnt hat.
Die Jagd beginnt in einem großen Labyrinth auf dem Gelände des Herrenhauses mit einem gefangenen Monster, dem der Blutstein als Beute für die Jäger implantiert wurde. Nach einer kurzen Begegnung mit Elsa findet Russell das Monster „Ted“, einen Freund, den Russell gesucht hat und retten wollte, während Elsa einen der anderen Jäger bekämpft und tötet. Russell verlässt Ted, um seinen Fluchtplan auszuführen, und stolpert erneut über Elsa, die sich in einem Mausoleum versteckt. Die beiden einigen sich, zusammenzuarbeiten, um Ted zu befreien und den Blutstein für Elsa zu beschaffen. Ted tötet einen weiteren der Jäger und Russell zerstört die Außenwand des Labyrinths, damit sie entkommen können. Ted flieht in den Wald, nachdem Elsa den Blutstein von ihm entfernt hat. Der Blutstein reagiert heftig auf Russells Berührung, was darauf hinweist, dass er auch ein Monster ist, als Verussa und die verbleibenden Jäger eintreffen.
Verussa nimmt Russell und Elsa gefangen, steckt sie in einen Käfig und benutzt den Blutstein, um Russells Verwandlung in seine Werwolfgestalt auszulösen. Anstatt Elsa zu töten, wie es Verussa beabsichtigt hatte, entkam der Werwolf dem Käfig und schlachtete Verussas Wachen ab, nur damit Verussa ihn mit dem Blutstein unterwerfen konnte. Elsa entkommt ebenfalls, tötet die beiden verbleibenden Jäger und hält Verussa davon ab, den Werwolf zu töten. Als sie versucht, sich ihm zu nähern, greift der Werwolf Elsa an, verschont sie jedoch, als er sie erkennt, und verlässt das Herrenhaus. Eine wütende Verussa versucht, Elsa zu erschießen, wird aber von Ted eingeäschert, der dann geht, um Russell zu finden, während Elsa das Herrenhaus und den Blutstein in Besitz nimmt. Am nächsten Tag erwacht Russell in seiner menschlichen Form im Wald, während Ted auf ihn aufpasst, und freut sich zu erfahren, dass Elsa in Sicherheit ist.

## Synchronisation
Die deutschsprachige Synchronisation entstand nach einem Dialogbuch von Nathan Bechhofer und unter der Dialogregie von Tarek Helmy bei Interopa Film.
| Darsteller            | Rolle              | Synchronisation      |
| --------------------- | ------------------ | -------------------- |
| Gael García Bernal    | Jack Russell       | Vlad Chiriac         |
| Eugenie Bondurant     | Azarel             | Julia Blankenburg    |
| Daniel J. Watts       | Barasso            | Marios Gavrilis      |
| Al Hamacher           | Billy Swan         | Stefan Gossler       |
| Laura Donnelly        | Elsa Bloodstone    | Loretta Stern        |
| Kirk R. Thatcher      | Jovan              | Hanns Jörg Krumpholz |
| Leonardo Nam          | Liorn              | Julian Tennstedt     |
| Harriet Sansom Harris | Verusa             | Arianne Borbach      |
| Richard Dixon         | Ulysses Bloodstone | Erich Räuker         |
| Rick D. Wasserman     | Erzähler           | Tom Vogt             |

## Kritiken
Auf Rotten Tomatoes überzeugte der Film 90 % der 108 Kritiker und wurde mit einer durchschnittlichen Punktzahl von 7,6 bewertet. Das Publikum bewertete den Film mit 4,3 von 5 Sternen. Auf Metacritic erhielt der Film 12 positive und 5 gemischte Kritiken, er wurde mit einer durchschnittlichen Punktzahl von 69 bewertet. Hier vergab das Publikum 7,1 von 10 möglichen Punkten. Ähnliche Bewertungen erhielt er in der Internet Movie Database, dort wurde Werewolf by Night ca. 60.000 mal bewertet und bekam 7,2 Sterne.

## Musik
Die Musik zu dem Film komponierte der Regisseur Michael Giacchino selbst. Der 47-minütige Soundtrack, bestehend aus den 20 Kompositionen Giacchinos, wurde am 28. Oktober 2022 von Marvel Music veröffentlicht.